# Kirkpatrick Macmillan
Pour les articles homonymes, voir MacMillan.
Kirkpatrick Mcmillan, né le 2 septembre 1812 dans le village de Keir Mill, et mort le 26 janvier 1878, est un forgeron. Il est l'un des premiers à concevoir un système de pédale pour propulser une draisienne.

## Biographie

### Jeunesse
Kirkpatrick Macmillan est né le 2 septembre 1812 dans le village de Keir Mill. Cinquième fils de Robert Macmillan, un forgeron, il est baptisé le 18 septembre 1812. À l’âge de douze ans, il commence à travailler avec son père.

### Invention

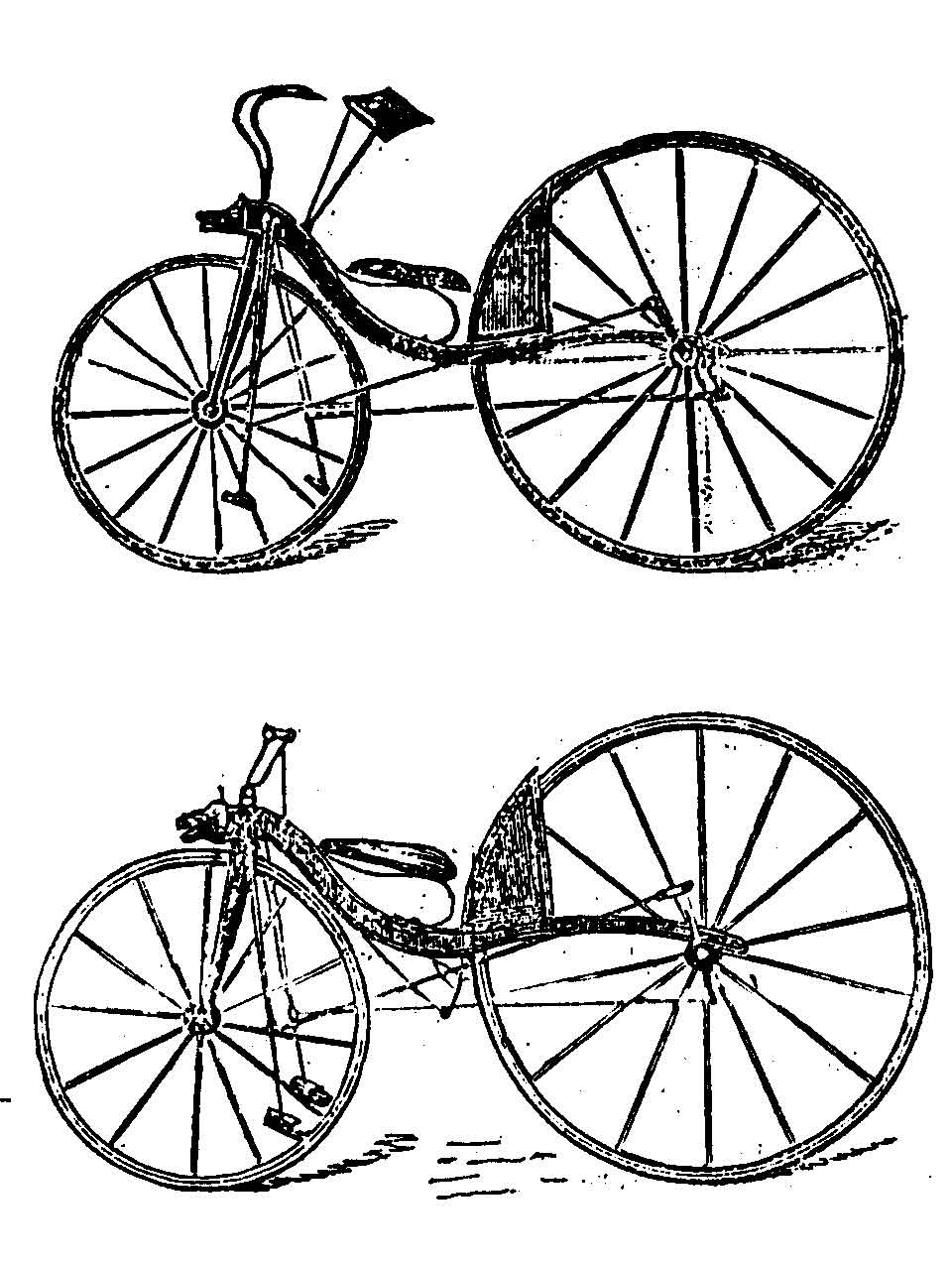

Il conçoit un système de leviers reliés à la roue arrière de sa draisienne. Il n'y a pas de mouvement rotatif des pédales comme aujourd'hui, mais un mouvement de va-et-vient. Le mouvement est transmis à la roue arrière par des bielles rigides. Il a créé la première bicyclette à pédales  à Glasgow. En anglais la bicyclette à pédales est appelée "pedal bicycle". 

Principe de transmission de la draisienne de Kirkpatrick Macmillan

La roue arrière a un diamètre de 40 pouces (soit 1016 millimètres) et la machine entière atteint 26 kilogrammes.

### Mort
Il est mort le 26 janvier 1878.

## Héritage
De nos jours, quelques historiens mettent en doute la paternité du pédalier à Kirkpatrick MacMillan, mais il est célèbre car il est le premier à réaliser une propulsion musculaire sur deux roues.